# Juanjo Novaira
Juan José Novaira (San Martín de las Escobas, 9 de febrero de 1953) es un autor y compositor argentino.

## Biografía
Autor y coautor de muchas canciones de éxito en mercados hispanoparlantes.
En coautoría con Paz Martínez compuso:
«Ámame en cámara lenta» (Valeria Lynch, Cano Estremera, Olga Tañón),
«Amor pirata» (Paz Martínez, Marco Antonio Muñiz, Willie González),
«Qué ironía» (Rodrigo, Andy Andy –canción ganadora del premio Billboard 2006 en el rubro «tema tropical más sonado del año en Estados Unidos»), «Yo sin tu amor» y «María la mujer más amada» (Dyango),
«Como el halcón »(José Vélez),
«Qué te dirás mañana» (Leonardo Favio).
Junto a Marquito creó canciones como «De enero a enero» (Rodrigo, Luciano Pereyra, Laura León, Estela Raval), «Imán», »Voy a ganarme tu amor» y «Lupe» (El Puma Rodríguez),
«Dónde está la puerta» (Los Palominos),
«Sol negro»,
«Dime» y «Mercenaria de amor» (Montoya),
«El cantaro» (dúo Rodrigo y Celia Cruz).
En 2004 compuso junto a Axel éxitos como «Amo» (Axel, Estela Raval –la versión de Axel fue incluida en el film norteamericano Big Momma`s House 2 (2005)-),
«Eso» (incluida en el teleteatro venezolano Estrambótica Anastasia),
«Sigue», «El amor comienza» y otros.
Fruto del trabajo desde hace años con Mario Pupparo (autor de "Amor a la Mexicana") surgieron temas como «Has dado en el blanco» (Myriam Hernández, Ian Simmons),
«Persona no grata» (Raphael) y «Tu amor no es garantía», tema grabado por Anaís (ganadora de «Operativo Fama») lanzado al Mercado desde EE. UU. por Univision como corte del disco en su versión balada pop. El tema es interpretado también en reguetón, salsa y duranguense por Anaís junto al grupo Montéz de Durango, en México.
Con Carlos Noceti compuso «Falsa Alarma» y «Felicítame», ambos grabados por Silvana Di Lorenzo en disco de julio de 2007 producido por Roberto Livi.
Con Marcelo «Polaco» Wengrovski compuso «Se le parece al amor», incluido en el trabajo discográfico de Osvaldo Laport en diciembre de 2007.
El 2008 fue para Juanjo Novaira un año de trabajo y éxitos, fundamentalmente por los logros que obtuvo (Axel con su producción «UNIVERSO», en el cual se incluyen seis obras de Juanjo : "Estrellitas", "Te soñé", "Creencias" y "Dime que me amas" (Novaira – Axel) además de "Llévame" y "Quiero darte amor" (Novaira – Axel – Fepo Forciniti). Es públicamente conocido el suceso de Axel en Latinoamérica, México y España. El 25 de enero de 2009 el artista convocó a 100.000 espectadores en su recital de Mar del Plata (Argentina).
Asimismo, abocado a la creación junto a Jorge Milikota –autor y compositor argentino de reconocido prestigio fundamentalmente en el terreno del folklore latinoamericano-, realizaron obras como «Acertijo», «Desmemoriada», «La convidada» –entre otros-, temas que han sido grabados por distintos artistas del rubro.
El honor de haber sido convocado por la señora Estela Raval, también le cupo a Juanjo Novaira en los inicios del 2009, con la internacional figura de la canción y su director musical Daniel Vilà, realizaron «Mas de mi», obra que es incluida en el nuevo trabajo de la artista, dando además nombre al CD y Espectáculo.
También en 2009 la obra «De enero a enero» es grabada por Raul Laviè a dúo Con la Sra Estela Raval en el álbum «Las mujeres de Laviè»
Comienza el 2010 y la obra «Sin Vanidad» de Juanjo Novaira y Axel es incluida en el nuevo trabajo del artista español David Bustamante que fue lanzado al mercado en España en marzo del mismo año.
El tema «Te soñe» en agosto de 2010 es corte de difusión en radios y video en la TV del nuevo DVD de Axel «Amor por Siempre».
En 2011 en la producción «Un nuevo sol» de Axel, el artista internacional graba las obras Hablar de ti, Es ella, Tuyo y ajeno, Solo te pido y «Pensando en ti» compuestas junto a Juanjo Novaira. «Pensando en ti» resultó corte de difusión con total éxito.
En tanto, Paz Martínez incluía en su producción «Historia» las obras «Amor pirata», «Ámame en cámara lenta», «Como la boca de un lobo» y «Qué ironía». El mismo artista incluye luego en su «Historia V. 2» los temas «Así cualquiera» y «Postal de temporada». En su nueva producción «Secretos» de 2013, Paz Martínez graba otra de las tantas canciones compuestas en coautoría con Novaira, «¿Por quién suspiras ahora?.
El programa televisivo «Simplemente Fútbol» (ESPN) conducido por Enrique Wolff incorpora durante 2013 y 2014 como cortina musical el tema homónimo interpretado por Axel, obra creada por el artista y Novaira.
Universal incluye a fines de 2013 en «Axel en vivo/Estadio Vélez» los temas «A todo o nada» y «Cuando nos vemos» del dúo autoral Axel-Novaira.
Ya en 2014 el artista colombiano Jorge Celedón graba junto a Axel el éxito «Amo», de lanzamiento mundial.
A fines de febrero de 2014 el público conoce el lanzamiento de «Afinidad», obra que se convirtió en éxito internacional en la voz de Axel. La producción «Tus ojos mis ojos», además de «Afinidad», contiene «#MisOjos», «Dame un beso», «Quiéreme» y «Duerme ya», todos compuestos por Axel y Juanjo Novaira.
Durante el 2015 realiza junto a Santiago Alvarado, “Ayuda a mi corazón”, tema institucional de la Fundación Cardiopatías Congénitas (Santa Fe, Argentina) y la obra "Porque Somos”, institucional por el 50.º Aniversario del Canal 7 de Santiago del Estero, Argentina.
En junio, el tema “Afinidad” es elegida por el voto del público como "Canción del Año” en los Premios Gardel 2015. Axel fue galardonado además con la estatuilla Carlos Gardel de Oro en la categoría disco del año por "Tus Ojos Mis Ojos" y Mejor Álbum Artista Masculino Pop.
En 2017, la prosa de su autoría "El árbol que estoy mirando", fue publicado en la Antología "De Pueblo en Pueblo", producción literaria del Ente Cultural Santafesino.
Desde 2010 integra la Mesa Examinadora de Letras de Sadaic, compartida por el autor en el tiempo junto a León Benarós, Ariel Petrocceli, Perla   Argentina Aguirre, Eduardo “Negrín” Andrade y Adolfo “Bebe” Ponti.
En 2019 presentó su libro “Canto Rodado”, con prólogos escritos por Paz Martínez, José Tcherkaski, Bebe Ponti y Víctor Yunes Castillo (Presidente de Sadaic). Dicha obra fue declarada de Interés Cultural por la Sociedad Argentina de Autores y Compositores y la Cámara de Diputados de la Pcia de Santa Fe.
En 2020 recibió el Reconocimiento Sadaic a la Trayectoria, entregado por sus colegas en un acto realizado en la Institución.
En 2021 compuso junto a Axel el tema “Vivo por ti”, cortina musical del teleteatro turco “Zulehya” emitido por Telefe.
También realizó canciones junto a Santiago Alvarado, grabadas por artistas como Leo Dan (“Leñita y Fuego), Bruno Ragone (“Te cuido de cerca”), Destino San Javier (“Amor de nadie” y “Que sea conmigo”), junto a Jorge Mlikota compuso “Memoria de amar”, grabado por Valeria López Vila.
Completando esta etapa de incursión por el folklore argentino realizó junto a Soledad y Alvarado “De solo pensar en ti”, chacarera grabada por Soledad en 2023.
Como es su consigna, continúa trabajando junto a diversos coautores en nuevas obras de pronta aparición en los mercados musicales.
Los 40 años de trabajo en la autoría y composición con más de 350 temas grabados, el honor de haber trabajado con tan importantes autores y haber sido interpretadas sus canciones por numerosos e importantes artistas, son la carta de presentación de este autor y compositor argentino que triunfó en toda Latinoamérica.

## Intérpretes
Intérpretes que grabaron sus obras
- Alberto Cortez (Argentina-España).
- Alejandra Ávalos.
- Alex D´Castro.
- America Pop (Bolivia).
- Anahí
- Anaís (Estados Unidos).
- Andy Andy (Estados Unidos).
- Axel (Argentina).
- CAE
- Cano Estremera (Estados Unidos).
- Carlos Torres Vila (Argentina).
- Celia Cruz (Cuba).
- Cris Manzano (Argentina).
- Danny Martin (Argentina).
- David Bustamante
- Dyango (España).
- El Puma Rodríguez (Venezuela).
- Estela Raval (Argentina).
- Festilindo.
- Floria Márquez
- Ginamaría Hidalgo (Argentina).
- Guillermo Orozco
- Jean Carlos (R. Dominicana-Argentina).
- José Vélez (España).
- Juan Ramón (Argentina).
- La Barra (Argentina).
- La Fuerza (Chile).
- Laura León (México).
- Leonardo Favio (Argentina).
- Los Alfiles (Argentina).
- Los Bríos (Argentina).
- Los de Siempre
- Los Palominos (Estados Unidos).
- Los Playeros.
- Los Rodarte (México).
- Lucecita Benítez (Puerto Rico).
- Luciano Pereyra (Argentina).
- Manolo Galván
- Manuela Bravo (Argentina).
- Marco Antonio Muñiz (México).
- Marco Montoya
- María Martha Serra Lima (Argentina).
- Moisés Canelo (Honduras).
- Montez de Durango (Estados Unidos).
- Myriam Hernández (Chile).
- Olga Tañón (Estados Unidos).
- Óscar de Fontana (Cuba).
- Osvaldo Laport (Uruguay).
- Patricia González (Ecuador).
- Paz Martínez (Argentina).
- Raphael (España).
- Raúl Parentella
- Rodrigo (Argentina).
- Silvana Di Lorenzo (Argentina).
- Son Habana (Cuba).
- Sophy (Puerto Rico).
- Trío San Javier (Argentina).
- Valeria Lynch (Argentina).
- Widinson
- Willie González (Estados Unidos).

entre otros.

## Canciones
Algunas de sus canciones grabadas
- «Agua sobre agua» (Montoya – Águilas Negras – Los Alfiles - Destellos – Mario Silva- Sonido Profesional).
- «Ámame en cámara lenta» (Valeria Lynch - Cano Estremera - Olga Tañòn).
- «Amo» (Axel – Estela Raval- Los Playeros).
- «Amor malo» (Donde Esta la Puerta) (Montoya – Los Palominos).
- «Amor pirata» (Paz Martínez – Marco Antonio Muñiz - Floria Márquez - Willie González - Rondalla del Valle).
- «Amor si no fuera por ti» (María Martha Serra Lima).
- «Como el halcón» (José Vélez).
- «Como la boca de un lobo» (Paz Martínez – Ginamaria Hidalgo).
- «Dame ilusión» (Jean Carlos).
- «De enero a enero» (Rodrigo – Luciano Pereyra - Estela Raval – Laura León - Paulo César).
- «Dime» (Montoya – Pancho y la Sonora Colorada – Los Alfiles – Mogambo - Los Lirios – Johnny Mendizábal – América Pop).
- «El cántaro» (Rodrigo – Celia Cruz).
- «Eres... el hombre» (Valeria Lynch).
- «Eso» (Axel).
- «Falsa alarma» (Silvana Di Lorenzo).
- «Felicítame» (Silvana Di Lorenzo).
- «Háblale» (Estela Raval – Lucesita Benítez – Manuela Bravo).
- «Haz dado en el blanco» (Myriam Hernández).
- «Imán» (El Puma Rodríguez – Montoya).
- «María la mujer más amada» (Dyango).
- «Mercenaria de amor» (Montoya – Los Rodarte).
- «Miguitas de ternura» (Alberto Cortez).
- «No me compliques la vida» (Sophy – Manuela Bravo).
- «Persona no grata» (Raphael- Ian Simmons).
- «Plumita en el viento» (Pablo Tamagnini).
- «Qué ironía» (Paz Martínez – Andy Andy – Rodrigo - Ginnsu).
- «Qué te dirás mañana» (Paz Martínez – Leonardo Favio).
- «Salsa y jazmín» (Paz Martínez).
- «Se le parece al amor» (Osvaldo Laport).
- «Sigue» (Axel).
- «Silencio... callando» (Paz Martínez).
- «Sol negro» (Montoya – Sonora Palacio – Los Alfiles - Mogambo - La Fuerza – Su Majestad – América Pop).
- «Tu amor no es garantía» (Anaís – Montez de Durango).
- «Tu nada o tu infinito» (Axel).
- «Voy a ganarme tu amor» (El Puma Rodríguez).
- «Yo sin tu amor» (Dyango).

## Coautores
Coautores con quienes realizó canciones
- Paz Martínez
- Mario Pupparo, Los Ángeles, Estados Unidos («Amor a la Mexicana»).
- Axel
- Ángel Cabral autor de »Que Nadie Sepa Mi Sufrir»
- Marquito autor de «De Profesión Tu Amante»
- Emilio Kauderer, Los Ángeles (Estados Unidos).
- Valeria Lynch
- Juan Carlos de Mingo Miami (Estados Unidos).
- Ale Romero autor de «La Mano de Dios"
- Marcelo Morales autor de «La Extraña Dama»
- Sergio Villar autor de «Mas Allá del Horizonte»
- Carlos Noceti autor de «Calabromas»
- Elías Randal autor de «Así se baila el tango»
- Daniel Vilá, director musical de Estela Raval.
- Rubén Amado, productor de Luis Miguel (México).
- Hugo Riquelme Madrid (España).
- Marcelo Wengrovski, productor de Diego Torres.
- Carlos Bazán, autor de «Córdoba sin ti»
- Cris Manzano, autor de «Safari»
- Henry Nelson, autor colombiano